# 纯复镇
纯复镇，原为纯复乡，是中华人民共和国四川省乐山市井研县下辖的一个乡镇级行政单位。2019年12月，撤销纯复乡和分全乡，设立纯复镇，以原纯复乡和原分全乡所属行政区域为纯复镇的行政区域。

## 行政区划
纯复镇下辖以下地区：
顺复街社区、田家沟村、锣心村、观塘村、尖钵村、跃进村和永乐村。